# Gaspar van Wittel

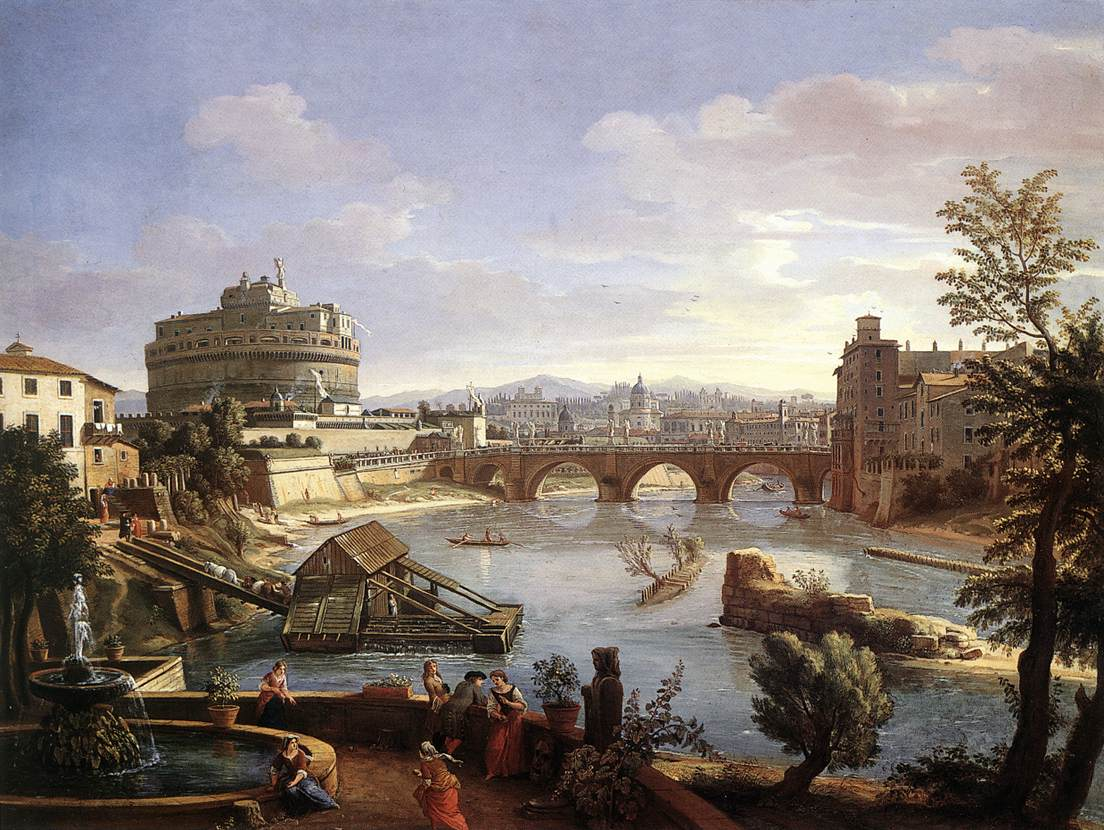
El Castillo de Sant'Angelo desde del sur, de Gaspar van Wittel, década de 1690.

Gaspar van Wittel, nacido como Caspar Adriaensz van Wittel, más tarde llamado Gaspare Vanvitelli o Gaspare degli Occhiali también llamado Caspar Adriaansz. van Wittel, (Amersfoort, 1653-Roma, 13 de septiembre de 1736) fue un pintor holandés establecido en Italia, especialista en vedute.

## Biografía

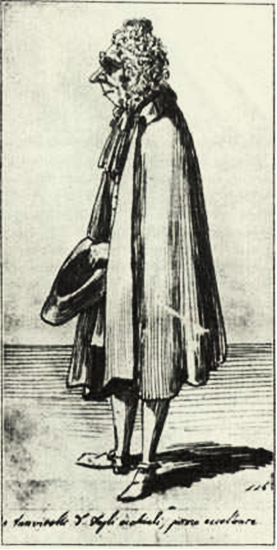
Caricatura veneciana de Gaspar van Wittel en su vejez. El pintor es satirizado con los extravagantes anteojos que le valieron su sobrenombre italiano; nótese que al pie de la caricatura se puede apreciar la leyenda "Vanvitelli degli Occhiali". Posiblemente el autor sea Pier Leone Ghezzi, autor de la célebre caricatura de Vivaldi.

Comenzó a estudiar pintura en su ciudad natal de Amersfoort, siendo alumno de los pintores paisajistas Jan van der Heyden y Gerrit Adriaensz. Berckheyde. Sus primeras obras conocidas fueron realizadas en Hoorn el año 1672. Más tarde se trasladaría a Roma con su familia alrededor del año 1675, donde prácticamente desarrolló toda su carrera, salvo la temporada comprendida entre 1694 y 1710, en la que viajó por toda Italia, dejando muestras pictóricas de Florencia, Bolonia, Ferrara, Venecia, Milán, Plasencia y Nápoles. Van Wittel se convirtió así en uno de los principales pintores de vistas topográficas conocidas como "vedute", siendo un claro antecesor del gran Canaletto. Van Wittel era el vedutista preferido de las familias de la aristocracia romana, tales como los Odescalchi, los Colonna, los Albani o los Ottoboni, cuyos palacios y villas pintó.
En antiguos inventarios de sus pinturas a menudo se le nombra como "Gaspare degli Occhiali" (en italiano; es decir, "Gaspar de los Anteojos"), quizás aludiendo a su miopía, fruto de una gran productividad que irá disminuyendo con la edad.
En 1697 Van Wittel contrae matrimonio en Roma y tres años más tarde, en 1700, nacerá en Nápoles su hijo Luigi, que se convertirá en un famoso arquitecto y que conservó el apellido italianizado de su padre, Vanvitelli.
En la biografía de Luigi se afirma que su padre Gaspar nació en julio de 1656; sin embargo, en la tumba de Van Wittel en Roma se indica que murió a la edad de 83 años en 1736, por lo que habría nacido en 1653.

## Galería devedute
Todavía hoy las vedute de Van Wittel están principalmente en posesión de colecciones privadas. Posiblemente la principal razón sea porque Van Wittel fue considerado durante largo tiempo carente de relevancia desde el punto de vista histórico o artístico. La primera exposición íntegra de su obra fue organizada ya en 2006 por el Museo Correr de Venecia. Las pinturas que rara vez se han ofrecido en subasta han alcanzado por lo general altos precios debido a su importante revalorización. En España, existen ejemplos de Van Wittel en el Museo del Prado y en la Colección Carmen Thyssen-Bornemisza.

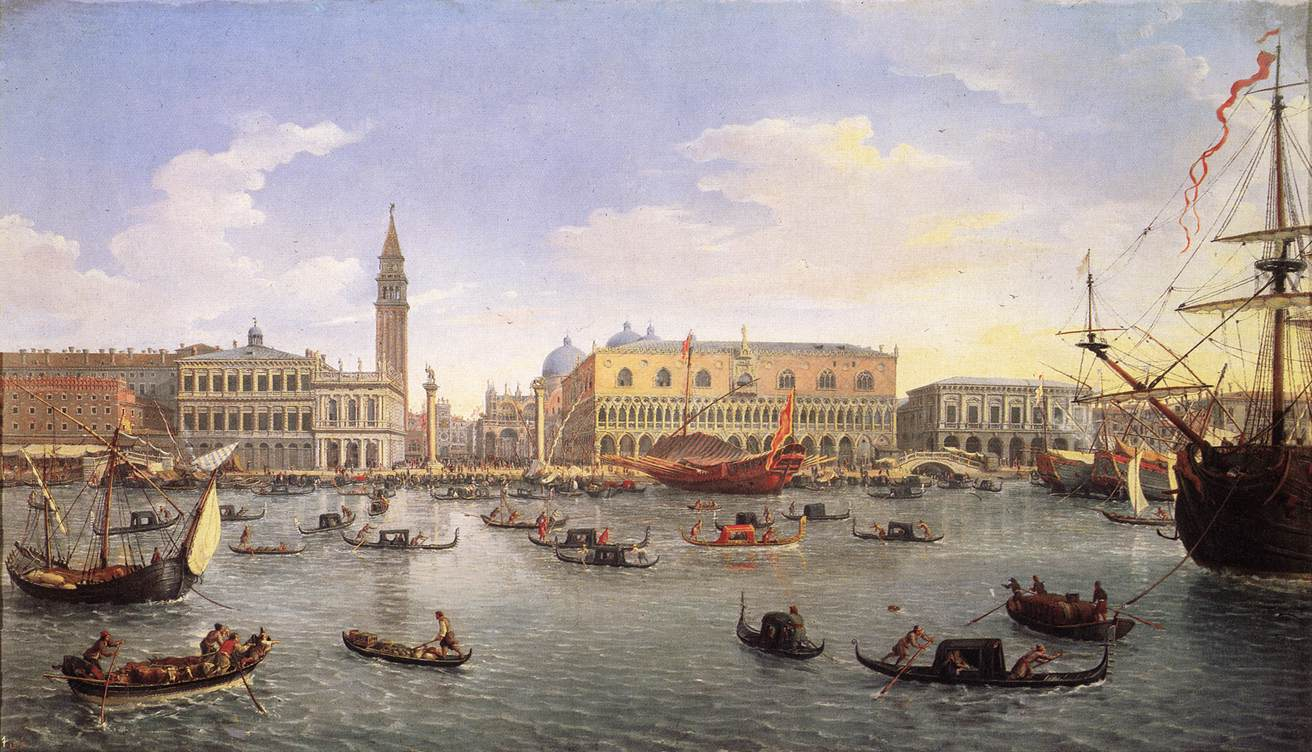
El puerto de Venecia desde la Laguna de San Marcos, h. 1697.
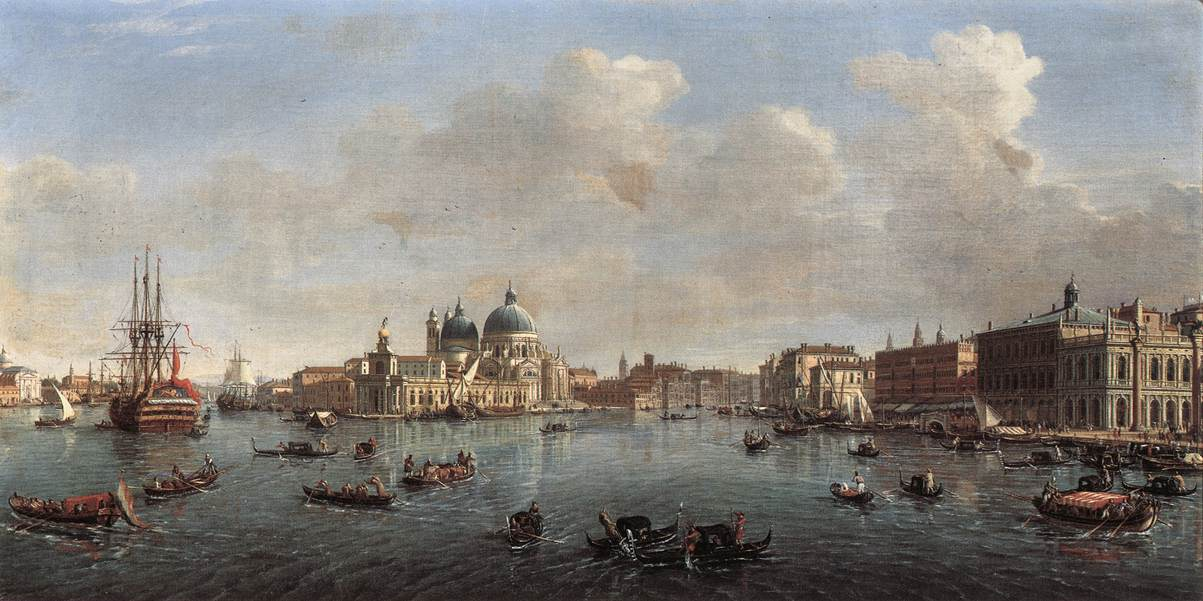
Vista de la Laguna de San Marcos, Venecia, h. 1710.
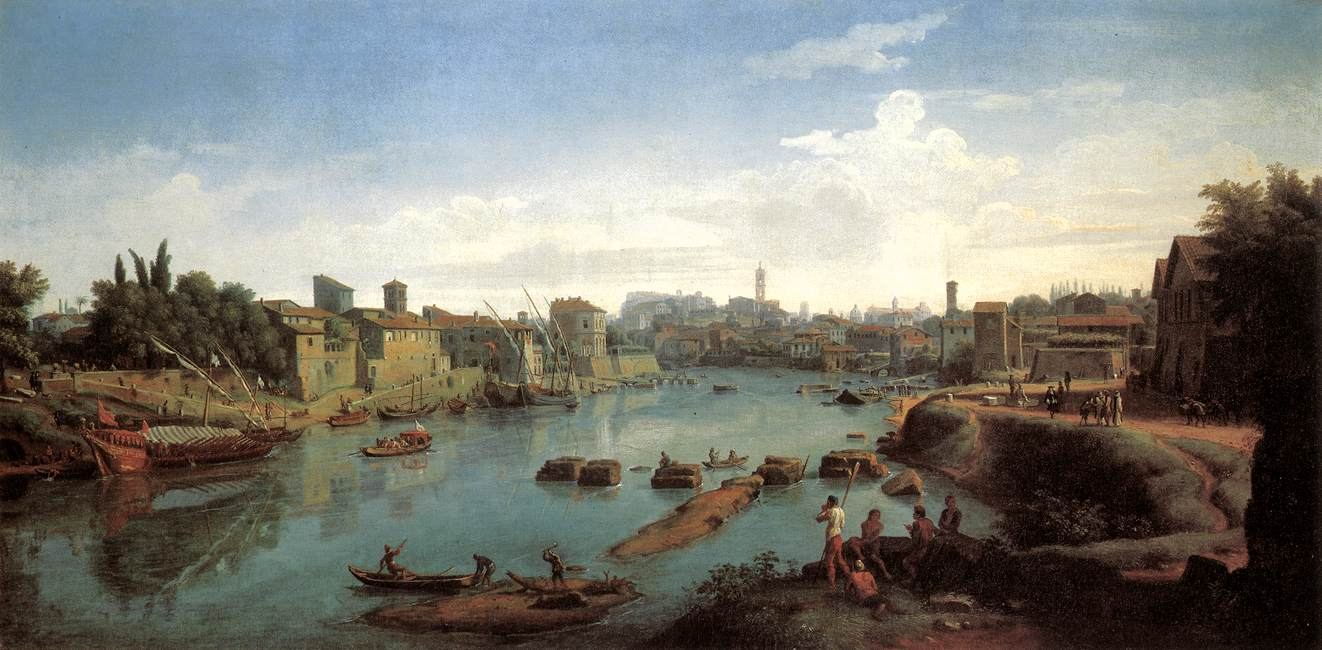
El Tíber y el puerto de Ripa Grande, Roma, 1711.
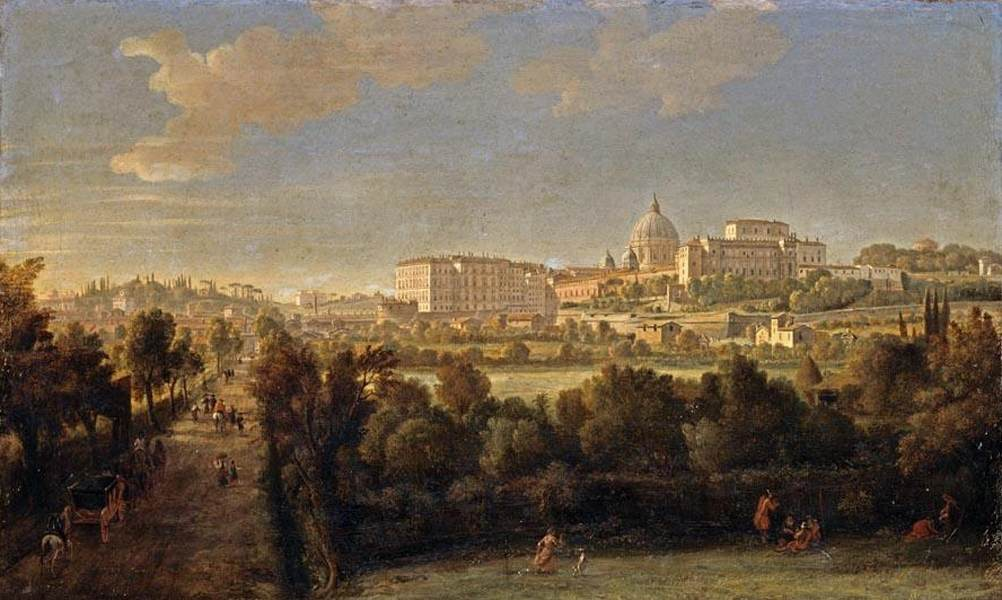
Vista de San Pedro del Vaticano desde el prado del Castello, s.XVIII.
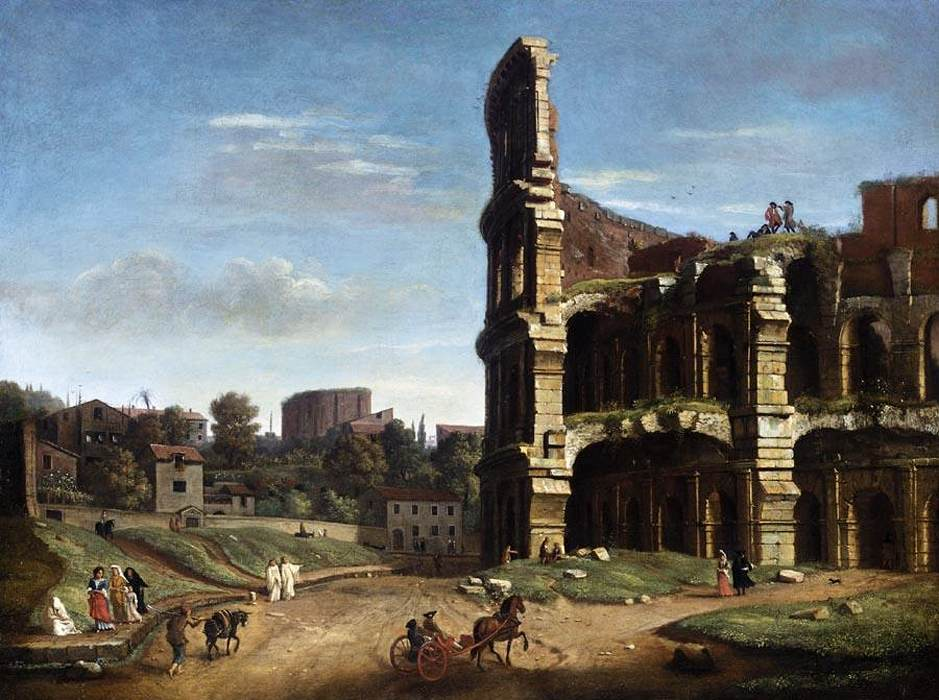
Vista del Coliseo de Roma, s. XVIII.
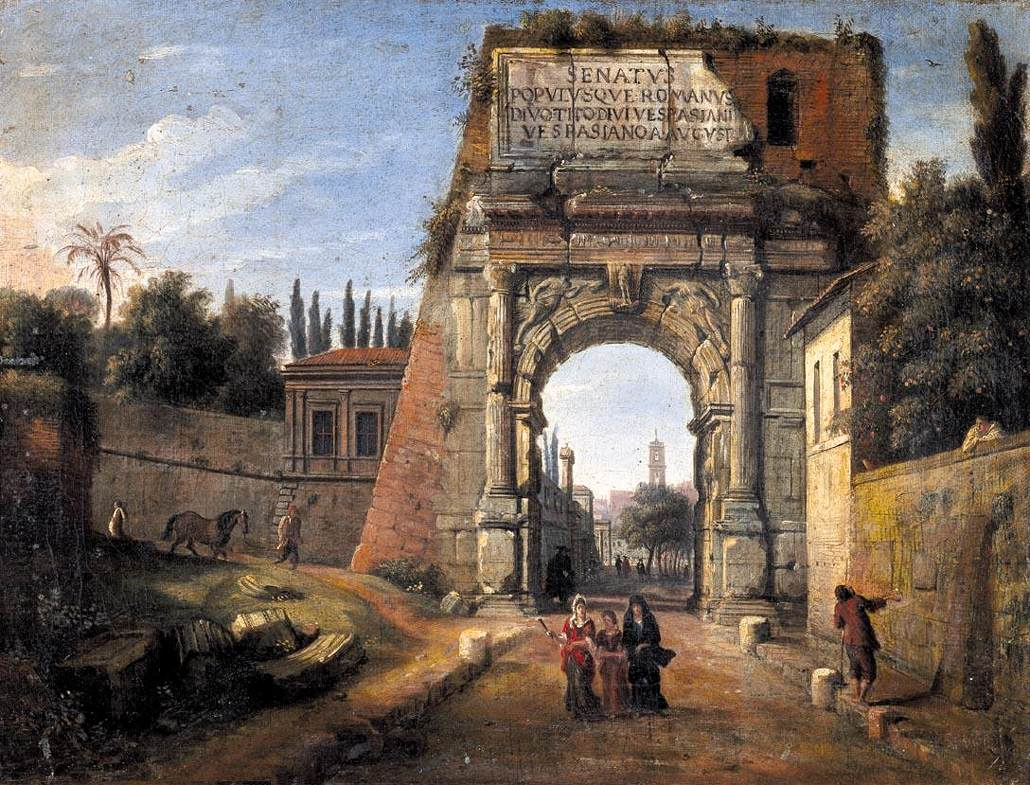
Vista del Arco de Tito en Roma, h. 1710.
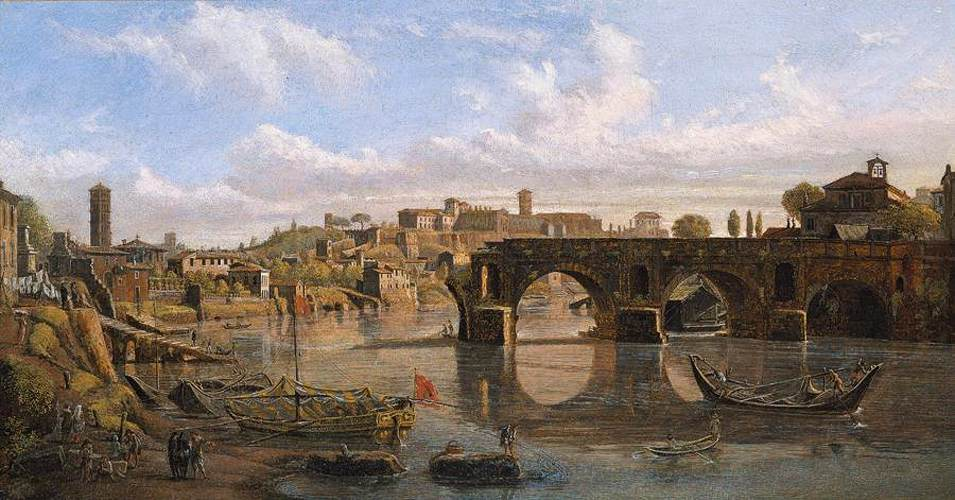
El Puente Roto sobre el río Tíber junto a la Colina del Aventino, h. 1690.
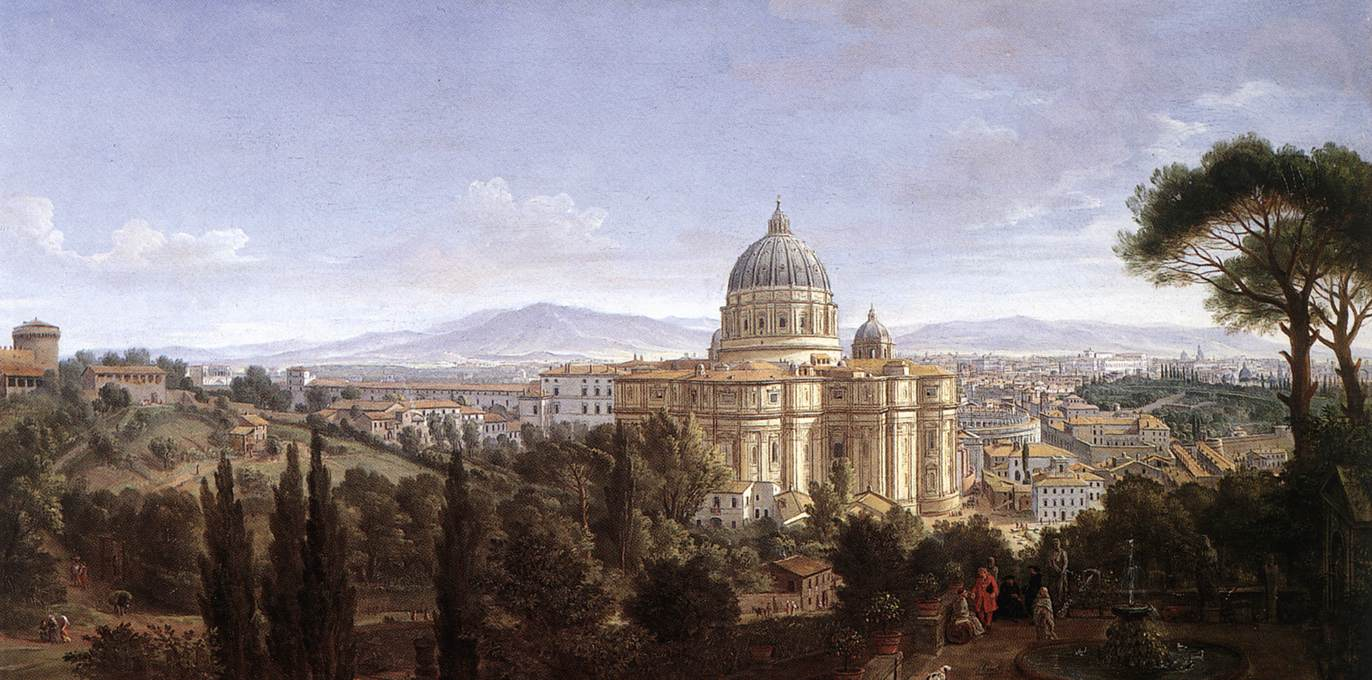
Vista de la Basílica de San Pedro, h. 1711.
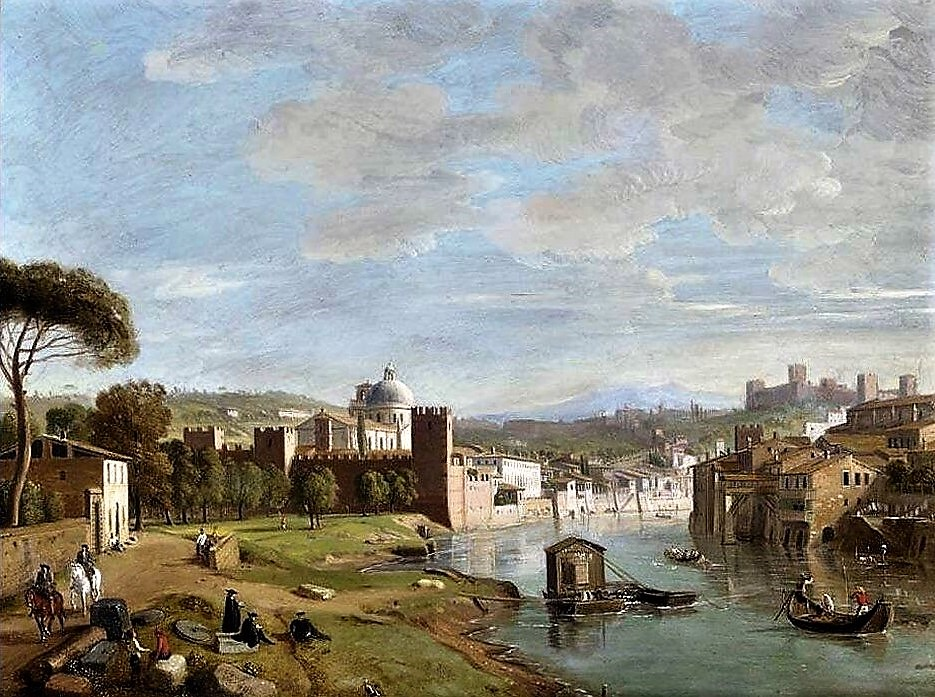
Vista del río Adigio en San Giorgio in Braida (Verona), h. 1710.
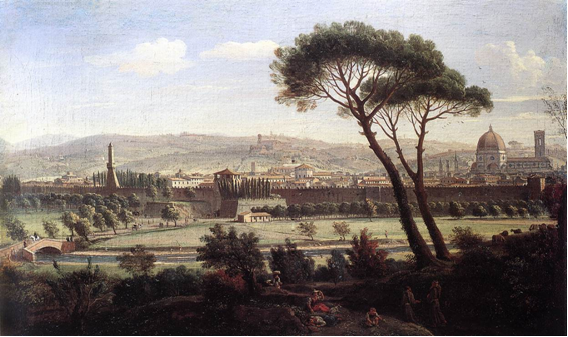
Vista de Florencia desde la Via Bolognese, h. 1695.
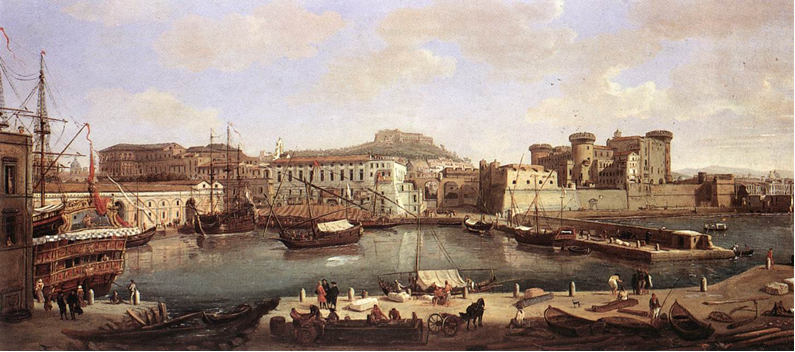
Vista del puerto de Nápoles, 1700-1710.
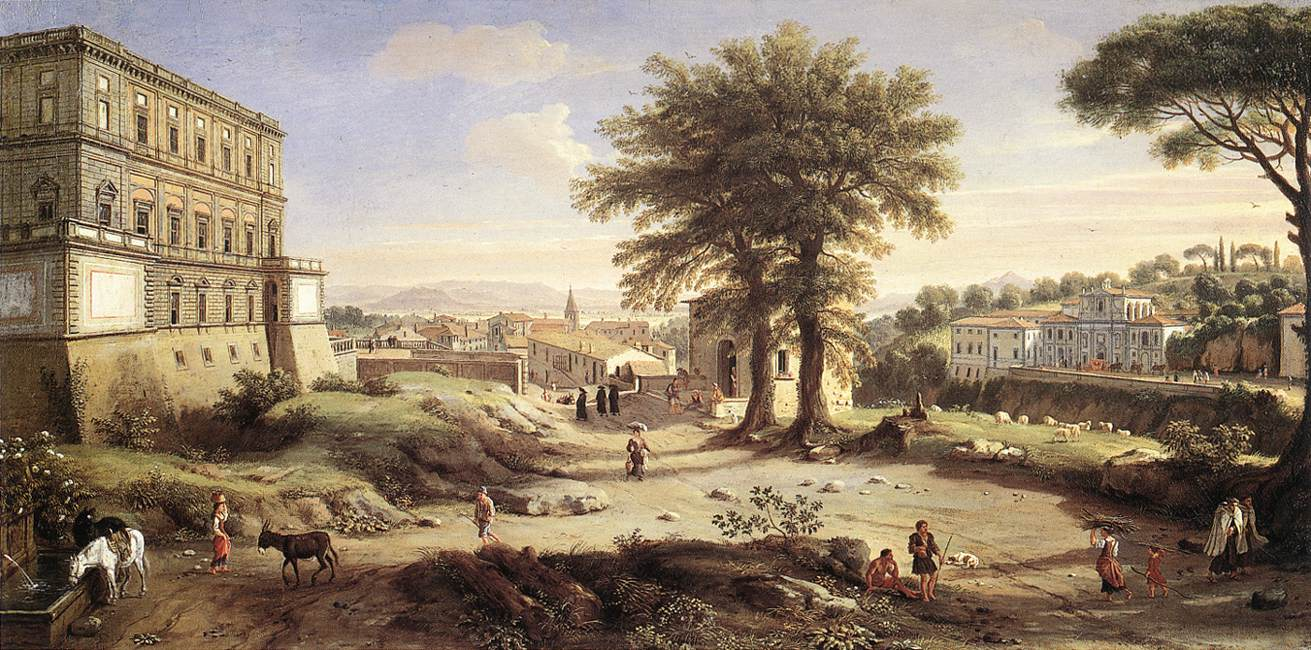
Vista de la Villa Farnese en Caprarola, 1720-1725.